# Ičinskaja Sopka
L'Ičinskaja Sopka (in russo Ичинская сопка?) o Ičinskij (in russo Ичинский?), noto in ambito internazionale con la traslitterazione anglosassone Ichinskaya Sopka o Ichinsky, è un stratovulcano della Kamčatka, in Russia.

## Descrizione
L'Ičinskaja Sopka è il vulcano più alto della Catena Centrale con 3.607 m di altitudine.
Una caldera di 3x5 km si trova sulla cima del vulcano, all'interno della quale si innalzano due duomi di lava che rappresentano le sommità del vulcano. La cima del vulcano è ricoperta da uno spesso ghiacciaio che si allunga sui fianchi della montagna. Dal ghiacciaio del versante meridionale ha origine il fiume Iča.
Al momento l'unica attività vulcanica consiste in fumarole all'interno della caldera e nell'espulsione di gas caldi dal fianco del vulcano ad una quota di 3.000 m. Una dozzina di duomi di lava composti da dacite e riodacite sono localizzati sui fianchi del vulcano, sotto il bordo della caldera. Colate laviche basaltiche e dacitiche si estendono fino a 10–15 km.
L'ultima eruzione risale al 1740, mentre quella più significativa risale ad un periodo attorno al 4500 a.C. durante la quale rocce e ceneri furono scagliati in aria per 15 km (VEI=5).

## Clima
| Ičinskaja Sopka (1991-2020) Fonte: | Mesi         | Mesi         | Mesi         | Mesi         | Mesi         | Mesi        | Mesi        | Mesi        | Mesi        | Mesi         | Mesi         | Mesi         | Stagioni | Stagioni | Stagioni | Stagioni | Anno  |
| Ičinskaja Sopka (1991-2020) Fonte: | Gen          | Feb          | Mar          | Apr          | Mag          | Giu         | Lug         | Ago         | Set         | Ott          | Nov          | Dic          | Inv      | Pri      | Est      | Aut      | Anno  |
| ---------------------------------- | ------------ | ------------ | ------------ | ------------ | ------------ | ----------- | ----------- | ----------- | ----------- | ------------ | ------------ | ------------ | -------- | -------- | -------- | -------- | ----- |
| T. max. media (°C)                 | −7,8         | −7,5         | −3,7         | 0,6          | 5,7          | 10,2        | 14,0        | 14,7        | 12,3        | 6,5          | −0,3         | −5,7         | −7,0     | 0,9      | 13,0     | 6,2      | 3,3   |
| T. media (°C)                      | −11,2        | −11,2        | −7,4         | −2,4         | 2,7          | 7,4         | 11,3        | 12,1        | 9,5         | 3,9          | −3,0         | −9,0         | −10,5    | −2,4     | 10,3     | 3,5      | 0,2   |
| T. min. media (°C)                 | −14,8        | −15,0        | −11,0        | −5,4         | 0,3          | 5,3         | 9,3         | 10,1        | 6,9         | 1,4          | −5,9         | −12,5        | −14,1    | −5,4     | 8,2      | 0,8      | −2,6  |
| T. max. assoluta (°C)              | 7,6 (2020)   | 6,6 (1985)   | 8,4 (1995)   | 13,8 (2013)  | 19,8 (1989)  | 25,6 (2016) | 30,1 (2011) | 27,8 (1969) | 25,4 (2011) | 19,4 (1973)  | 13,0 (2006)  | 8,8 (2010)   | 8,8      | 19,8     | 30,1     | 25,4     | 30,1  |
| T. min. assoluta (°C)              | −36,1 (1954) | −35,1 (1966) | −31,0 (2010) | −26,7 (1955) | −10,7 (1985) | −2,3 (1982) | 1,1 (1982)  | −0,8 (1967) | −3,9 (1949) | −12,6 (2004) | −23,9 (2009) | −30,0 (1993) | −36,1    | −31,0    | −2,3     | −23,9    | −36,1 |
| Precipitazioni (mm)                | 19           | 18           | 21           | 18           | 38           | 37          | 54          | 84          | 72          | 77           | 61           | 30           | 67       | 77       | 175      | 210      | 529   |